# 二锅头

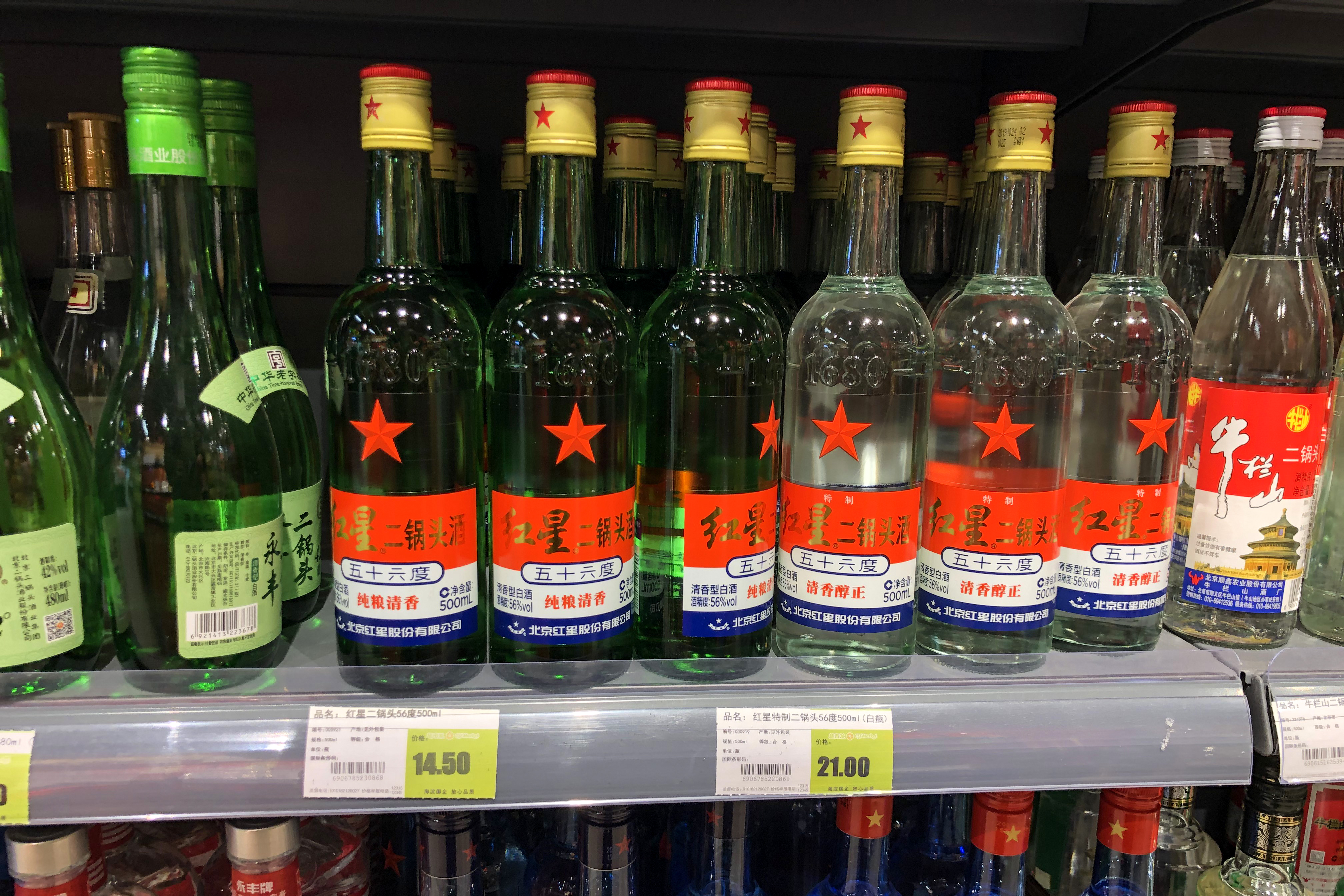
北京常见的500毫升装56度二锅头酒

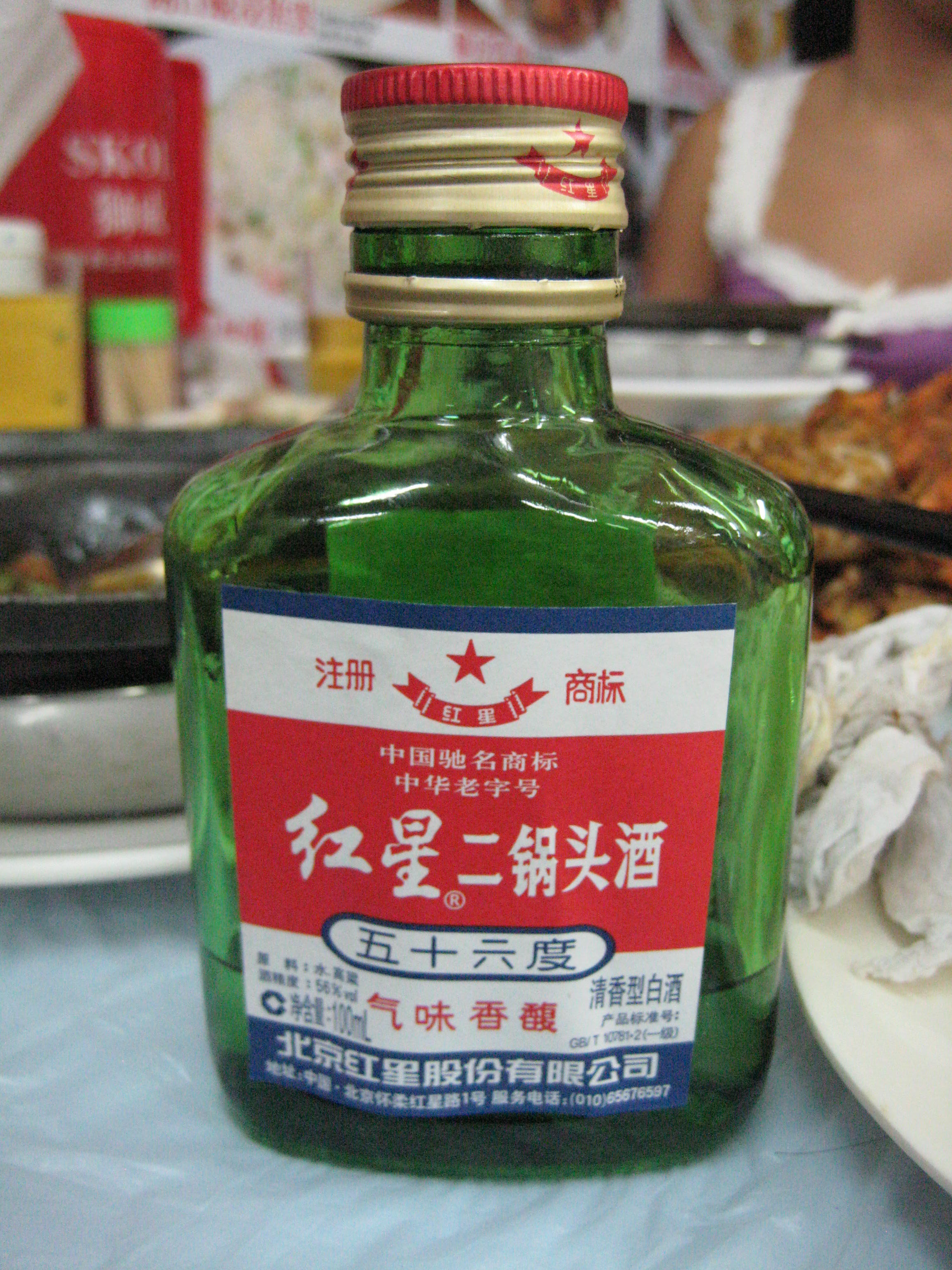
100毫升紅星二鍋頭

二锅头是一种高粱酒。為中國燒酒之一，原料为高粱，以甑鍋蒸餾製成。因為只取第二次蒸餾得到的液體，因此得名。深受北京人喜爱，由于品牌和包装不同，还有若干省略的称呼，如：“小二”、“牛二”、“紅星”等等。二锅头的度数比起南方的白酒来说，要高一些，多为44-56度。

## 历史
北京酿制白酒的历史悠久。金朝将北京定为“中都”，传来了蒸酒器，酿制烧酒。 
到了清代中期，京师烧酒作坊为了提高烧酒品質，进行了工艺改革。在蒸酒时用作冷却器的称为锡鏊，也称天锅。蒸酒时，需将蒸馏而得的酒汽，经第一次放入锡锅内的凉水冷却而流出的“酒头”和经第三次换入锡锅里的凉水冷却而流出的“酒尾”提出做其它处理，因为第一锅和第三锅冷却的酒含有多种低沸点的物质成分，味道较杂，所以酒厂只摘取味道醇厚的经第二次换入锡锅里的凉水冷却而流出的酒，故起名为“二锅头”。

## 影響
隨著中國大陸的開放政策，二鍋頭在1990年代開始成為境外一些人士喜好的白酒之一，尤其是在香港以及台灣更得到了不少原籍北方省份長者的青睞。在海外，如日本，亦有一定的市場，而美國，加拿大以及澳大利亚的華人商場亦有銷售。

## 其它名酒
- 茅台酒
- 汾酒
- 五粮液
- 西凤酒